# アングレカム・レオニス
アングレカム・レオニス (学名：Angraecum leonis )は、アングレカム属のラン科植物。長い距のある白い花を咲かせる。背は高くならず、葉は左右に扁平。

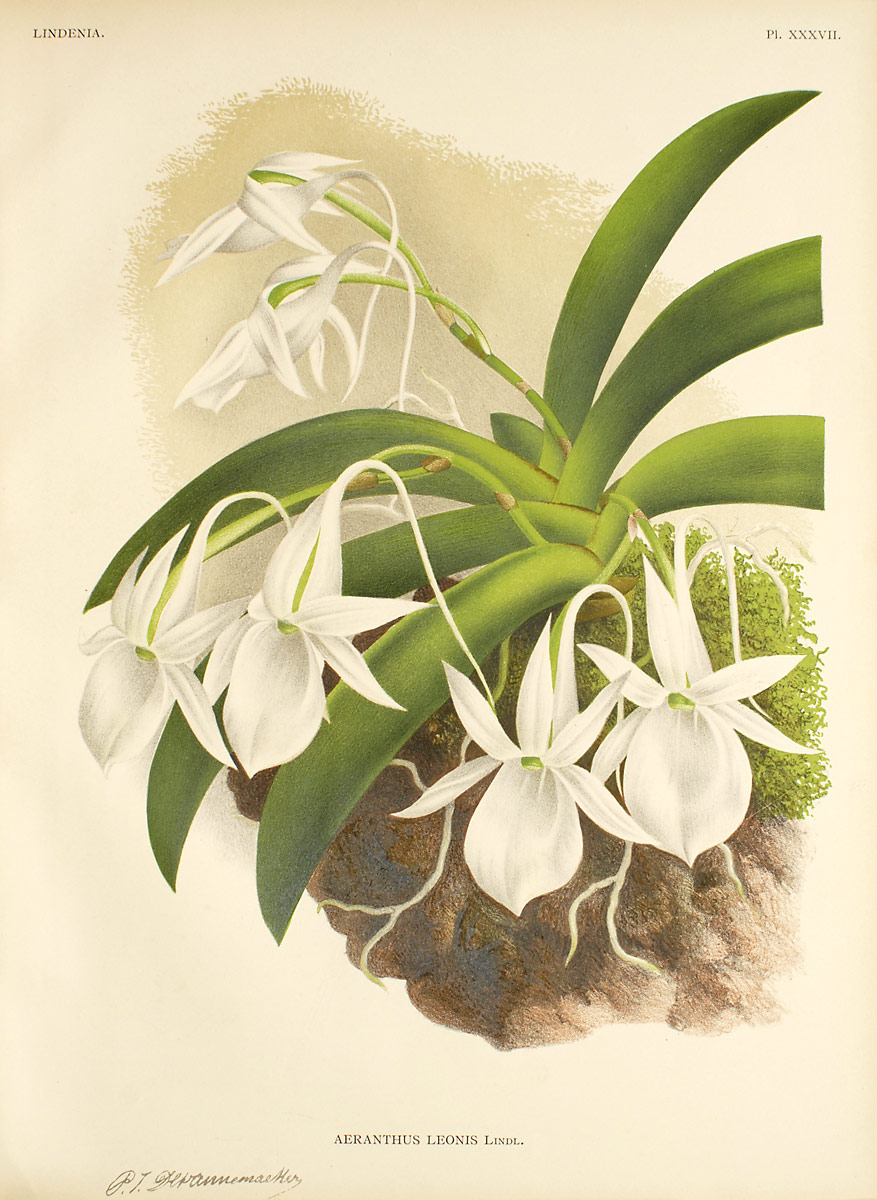

## 特徴
常緑性の多年草で、着生植物。単茎性のランで、茎はごく短く、数枚の葉を密につけ、その基部は互いに重なる。葉は長さ5-25cm、左右から扁平で表面のない単面葉、緩やかな曲線を描いて先端はやや尖る。葉質は多肉質で固い。
花茎は葉腋から斜め上に向いて出て長さ1.5-2cmと長く伸びず、一個から数個の花を着ける。花は径6cmほどでロウ質、薄緑色に咲いて、後に白くなる。萼片と側花弁は披針形で先が尖り、長さ2cm、幅は0.5cm。唇弁は広卵形から心形でラッパ状に広がり、基部には7-9cmの距が伸びる。花期は冬から春。夜に香りを放つ。

## 分布
マダガスカル、及びコモロ諸島に分布する。標高200-1200mの低山地で、よく日の当たる岩の上や樹幹に着生する。

## 利用
洋ランとして栽培される。この属のものとしては普及しているものである。